# 阿倫·坎貝爾
阿倫·坎貝爾爵士（英語：Sir Alan Campbell，1957年7月8日—），是一位英格蘭政治人物，他的黨籍是工黨。自1997年開始，他擔任泰恩茅斯選區選出的英國下議院議員。他出生在康塞特。